# アミー・ムバケ・ティアム
アミー・ムバケ・ティアム（Amy Mbacke Thiam 1976年11月10日- )はセネガルの陸上競技選手。専門は400m。彼女は世界選手権で2つのメダルを獲得しているが、アテネオリンピックでは予選落ちをしている。2001年のエドモントンで行われた世界選手権400mで金メダルを取ったことで最も有名である。 

## 主な成績
- 2001年世界陸上競技選手権大会 - 400m 49秒86 金メダル
- 2003年世界陸上競技選手権大会 - 400m 49秒95 銅メダル
- 2003年IAAFワールドアスレチックファイナル - 400m 51秒06 4位
- 2005年世界陸上競技選手権大会 - 400m 52秒22 8位
- 2005年IAAFワールドアスレチックファイナル - 400m 50秒69 4位
- 2006年アフリカ選手権 - 400m 52秒22 金メダル
- 2006年IAAFワールドアスレチックファイナル - 400m 51秒39 6位
- 2006年IAAF陸上ワールドカップ - 400m 51秒39 6位

また、2000年シドニーオリンピックと2004年アテネオリンピック、1999年世界陸上競技選手権大会にも出場した。 